# Goszczanów (gromada)
Goszczanów – dawna gromada, czyli najmniejsza jednostka podziału terytorialnego Polskiej Rzeczypospolitej Ludowej w latach 1954–1972.
Gromady, z gromadzkimi radami narodowymi (GRN) jako organami władzy najniższego stopnia na wsi, funkcjonowały od reformy reorganizującej administrację wiejską przeprowadzonej jesienią 1954 do momentu ich zniesienia z dniem 1 stycznia 1973, tym samym wypierając organizację gminną w latach 1954–1972.
Gromadę Goszczanów siedzibą GRN w Goszczanowie utworzono – jako jedną z 8759 gromad na obszarze Polski – w powiecie tureckim w woj. poznańskim, na mocy uchwały nr 39/54 WRN w Poznaniu z dnia 5 października 1954. W skład jednostki weszły obszary dotychczasowych gromad Goszczanów, Poradzew, Rzężawy, Sulmów, Wola Tłomakowa i Wroniawy ze zniesionej gminy Goszczanów w tymże powiecie. Dla gromady ustalono 20 członków gromadzkiej rady narodowej.
1 stycznia 1960 do gromady Goszczanów włączono obszary zniesionych gromad Karolina i Poniatów w tymże powiecie.
31 grudnia 1971 do gromady Goszczanów włączono obszar zniesionej gromady Chlewo oraz miejscowości Kaszew, Klonów, Wilczków i Ziemięcin ze zniesionej gromady Ziemięcin w tymże powiecie.
1 stycznia 1972 z gromady Goszczanów wyłączono część wsi Lipicze Olendry (125 ha), włączając ją do gromady Tokary w tymże powiecie.
Gromada przetrwała do końca 1972 roku, czyli do kolejnej reformy gminnej. 1 stycznia 1973 w powiecie tureckim reaktywowano gminę Goszczanów. Od 1999 gmina Goszczanów należy do powiatu sieradzkiego w woj. łódzkim.